# Rock in Rio (álbum)
Rock in Rio es el sexto álbum en directo de la banda inglesa de heavy metal Iron Maiden realizado en Brasil durante el festival Rock in Rio. Esta presentación se caracterizó por presentar seis temas de su entonces nuevo disco Brave New World, además de algunos de sus clásicos más destacados. Este disco es el segundo disco (el primero en vivo) después del retorno del vocalista Bruce Dickinson (en reemplazo de Blaze Bayley) y del guitarrista Adrian Smith, que volvió a la banda luego de su alejamiento en 1990. Esto resultó en elevar a tres el número de guitarristas. 
Además del disco, se editó en formato DVD, VHS y UMD el recital en video.

## Lista de canciones
La listas de canciones por disco son las siguientes:
Disco 1
1. "Intro (Arthur's Farewell)" (Jerry Goldsmith) – 1:55
2. "The Wicker Man" (Bruce Dickinson, Adrian Smith, Steve Harris) – 4:41
3. "Ghost of the Navigator" (Dickinson, Janick Gers, Harris) – 6:48
4. "Brave New World" (Dickinson, Dave Murray, Harris) – 6:06
5. "Wrathchild" (Harris) – 3:25
6. "2 Minutes to Midnight" (Dickinson, Smith) – 6:26
7. "Blood Brothers" (Harris) – 7:15
8. "Sign of the Cross" (Harris) – 10:49
9. "The Mercenary" (Gers, Harris) – 4:42
10. "The Trooper" (Harris) – 4:34
11. "Brave New World" (Enhanced Video)

Disco 2
1. "Dream of Mirrors" (Gers, Harris) – 9:38
2. "The Clansman" (Harris) – 9:19
3. "The Evil That Men Do" (Dickinson, Smith, Harris) – 4:40
4. "Fear of the Dark" (Harris) – 7:40
5. "Iron Maiden" (Harris) – 5:51
6. "The Number of the Beast" (Harris) – 5:00
7. "Hallowed Be Thy Name" (Harris) – 7:23
8. "Sanctuary" (Paul Di'Anno, Murray, Harris) – 5:17
9. "Run to the Hills" (Harris) – 4:52
10. "A Day In The Life" (Enhanced Video)

## Integrantes
- Steve Harris - bajista
- Bruce Dickinson - vocalista
- Dave Murray - guitarrista
- Adrian Smith - guitarrista
- Janick Gers - guitarrista
- Nicko McBrain - baterista

Colaborador
- Michael Kenney - teclista